# Paul Derenne (militaire)
Pour les articles homonymes, voir Paul Derenne et Derenne.
Paul Derenne, né 26 avril 1902 à Couterne et mort le 26 novembre 1997 à Flers, est un militaire, botaniste, professeur et pédagogue français.
Durant la Seconde Guerre mondiale, de 1940-1945 il a été interné dans plusieurs camps d'Oflag (III-A, IV-D), où il était chargé, pour les prisonniers officiers qui le souhaitaient, de l'enseignement des langues (allemand, anglais) au sein de la faculté interne des camps, créée par les prisonniers eux-mêmes.
Son nom figure, ainsi que sa fiche de prisonnier de guerre issue de l'Oflag XIII-A, un camp pour officiers situé à Hammelburg, dans la base des victimes des persécutions nazies (ITS Bad Arolsen). Sa première épouse, Eugénie Botty, et leur fille Judith y sont également mentionnées pour travail forcé de 1942 à 1946 à Gelsenkirchen.

## Biographie
En 1923, alors jeune lieutenant il est affecté en Rhénanie, où il doit faire un rapport sur la situation outre-Rhin après guerre. Le rapport s'intitule Outre-Rhin, 1924-1925 : période d'observation.
Instituteur en début de carrière, Paul Derenne enseignera notamment les mathématiques aux écoles de Saint-Cyr Coëtquidan avant la Deuxième Guerre mondiale. Diplômé de l’université de Rennes en langues étrangères et en mathématiques, il était, en 1939, directeur d’école.
Parlant français, allemand, anglais, latin couramment, pendant sa captivité en Allemagne, il deviendra professeur d'allemand et d'anglais à la faculté interne d'Oflag IV-D pour les prisonniers officiers. Puis obtenant le statut de travailleur libre (toujours sous l’autorité de l’armée allemande et au bout de quatre années de captivité), il deviendra directeur pédagogique et professeur de français du Padagogium fur fremde sprachen von Dr Nagel de Leipzig.
À son retour en France, à l'âge de 44 ans, il enseignera au petit Séminaire et au lycée de Flers en attendant la retraite.
Suivant les époques, les papiers officiels, il est désigné tour à tour comme Professeur Paul Derenne, Docteur Paul Derenne, Lieutenant ou Capitaine Paul Derenne.

## Vie dans les différents Oflag
Paul Derenne a laissé une correspondance d'environ trois cents lettres, sous contrôle de la censure, où il raconte sa vie dans les camps de 1940-1945. Ces lettres font actuellement l'objet d'une recherche et d'une analyse lexicométrique.
Alors qu'il est en captivité à Oflag III puis à Oflag IV-D, durant la seconde guerre mondiale, Paul Derenne décide de se construire un « potager » dans l'enceinte même du camp de prisonniers. Ce simple acte changera littéralement sa vie. D'abord de prisonnier, puisque ce « potager », pendant cinq ans, lui a permis de mieux contrôler le temps qui passait en captivité (grâce aux plantations des différentes saisons, temps de pousse etc.), de se soigner avec certaines plantes et légumineuses puisque les conditions de vie dans le camp ne lui permettaient évidemment pas d'avoir accès à de quelconques médicaments, et de pouvoir se créer un environnement propre et privé, important dans les cas de détention, l'environnement étant un point clé pour aider les prisonniers à se reconstruire.
De retour à la vie civile en 1945, une des premières choses qu'il fera en rentrant en France, sera de se construire un autre potager. Ce dernier, à sa manière, lui a permis de se réinsérer dans la société, et agira comme thérapie.
Il consacrera par la suite trente-six années à l’étude des plantes, dont le livre Guérir par les produits du jardin est en quelque sorte le fruit. Ce livre sera épuisé au bout d'un an seulement.
Après le décès de Paul Derenne, un manuscrit unique et des illustrations botaniques ont été découverts , témoignant de son activité intellectuelle au sein de l’Oflag IV. Ce manuscrit, réalisé dans le cadre de la "faculté libre" créée par les prisonniers eux-mêmes, illustre un aspect remarquable de la vie en captivité : l’effort collectif pour maintenir un semblant de normalité et préserver l’esprit face à l’adversité.
La faculté libre, véritable université improvisée, permettait aux prisonniers de partager leurs connaissances et d’apprendre les uns des autres. Les cours couvraient une variété de disciplines, de la langue aux sciences, et Paul Derenne, en tant qu' enseignant passionné, y joua un rôle central. Les illustrations, précises et minutieuses, reflétaient à la fois sa maîtrise scientifique et son désir d’apporter de la beauté dans un environnement austère.

## Vie privée
Marié deux fois, il est le père de quatre filles. Sa descendance (petits-enfants et arrière-petits-enfants) est aujourd’hui française, allemande, canadienne, américaine, grecque, finlandaise et eurasienne/cambodgienne.
Sa première épouse, Eugénie Botty Derenne, et leur fille Judith, alors âgée de 16 ans, ont été déportées en Allemagne de 1942 à 1946 et soumises au travail forcé dans des conditions proches de l'esclavage. Les civils déplacés, tels que ceux étiquetés comme « Zivilarbeiter » (ouvriers civils), faisaient partie des populations contraintes à ces travaux. Ces derniers étaient soumis à des discriminations, recevaient des rations alimentaires insuffisantes et étaient surveillés étroitement. Les noms d'Eugénie et Judith figurent dans la base des victimes des persécutions nazies (ITS Bad Arolsen).
Paul Derenne est également le grand-père maternel de Victoria Kayser et de François Chassagne, docteur en pharmacie et ethnobotaniste, qui a parcouru l’Asie en sac à dos pendant huit mois afin d’étudier le lien entre populations et plantes.

## Décorations
Civile
- Chevalier de l'ordre des Palmes académiques.

Militaire
Actions d’éclat, citation à l'ordre de l’armée, lettres et témoignages officiels de satisfaction du ministre :
- 1933 - TS % Région (EPSOR)
- 1934 - TS % de Brigade (EPSOR)
- 1934 - TS % Région (EPSOR)
- 1935 - TS % Région (EPSOR)
- 1936 : TS Ministre (EPSOR)
- 1937 : T.S. % de la Région (EPSOR)
- 1950 : Lettre de félicitations du ministre (2.3.1950)

Décoration
- Croix des S.M.V. de 3e classe (arrêté du 12 août 1938 - Journal officiel de la République française des 8 et 9 septembre 1938[5])

Grade militaire
- Lieutenant puis capitaine à sa sortie d'OFLAG[6]

## Publications
- Guérir par les produits du jardin, Maulévier, Hérault, 1981, 192 p. (OCLC 461982448).
- Outre-Rhin, 1924-1925 : période d'observation, Canada, 2011 (publication posthume) (ISBN 978-1-257-82042-9, OCLC 940877250).
- Notes sur le jardinage - Camp de prisonniers Oflag IV-D, artefact 2012 (publication post mortem), original datant de 1940 et rédigé en Allemagne. Fonds d'archives Kayser-Cuny, Canada.  (ISBN 978-1-29114-359-1)

## Sources
- Victoria Kayser, Pédagogie Kayser (4-7 ans) entre approche sensorielle Montessori et théorie des intelligences multiples de Gardner, Montréal, centre de recherche DMDEA, 2011, 154 p. (ISBN 978-2-9812-7110-5 et 2981271105, OCLC 819154353).